# Condado de Montserrado
Montserrado es un condado de Liberia, situado en la parte noroccidental del país. La capital es Bensonville, pero en este condado se halla Monrovia, que es la capital y la ciudad más poblada de Liberia.

## Demografía
Montserrado es el condado más pequeño en cuanto a tamaño, pues posee 1.909 kilómetros cuadrados (737 millas cuadradas), pero alberga a la masa más grande de población, pues tiene 1.144.806 personas, aproximadamente el 33 % de la población total de Liberia, al encontrarse en él las ciudades de Monrovia, la capital, y de Bensonville.
La densidad demográfica es 599,7 habitantes por kilómetro cuadrado, la más alta en Liberia. El condado tenía una población de 491 078 en el censo de 1984. Los hombres superan en número a las mujeres en el condado, pues hay 585 833 varones y 558 973 mujeres. Los católicos componen un 68,2 % de la población, mientras que los musulmanes suman el 31,8 %. Los 16 grupos principales tribales de toda Liberia se encuentran en este condado. Los grupos de habla kpelle representan el 52 % de la población mientras que los hablantes del idioma bassa comprenden el 21 %, seguidos de los lormas con el 6 %, los kru con el 4 %, y todos los demás con el 3 % o menos cada uno.